# Kumja
Kumja (hangul: 금야군, Kumja-kun, handzsa: 金野郡, RR: Kŭmya-kun, ’aranymező’) megye Észak-Koreában, Dél-Hamgjong (Hamgyŏng) tartományban. Már a bronzkor óta lakott terület. Elődjét 1369-ben hozták létre, Hvarjong-pu (화령부; 和寧府, Hwaryŏng-pu) néven. 1393-ban átnevezték, ekkortól a Jonghungdzsin (영흥진; 永興鎭, Yŏnghungjin) nevet viselte, majd 1895-ben emelték megyei rangra. Mai nevét 1977-ben nyerte el.

## Földrajza
Északról Csongphjong (Chŏngp'yŏng) és Jodok (Yodŏk), keletről a Japán-tenger (Keleti-tenger), délről Kovon (Kowŏn) és a Kangvon (Kangwŏn) tartománybeli Cshonne (Ch'ŏnnae), nyugatról Szudong (Sudong) határolja.
Legmagasabb pontja az 1325 méter magas Raganbong (락안봉; 落雁峯, Raganbong).

## Közigazgatása
1 községből (up (ŭp)), 50 faluból (ri (ri)) és 4 munkásnegyedből (rodongdzsagu (rodongjagu)) áll:
| - Kumja-up (금야읍; 金野邑, Kŭmya-ŭp) - Kadzsin-rodongdzsagu (가진로동자구; 加津勞動者區, Kajin-rodongjagu) - Kaldzson-rodongdzsagu (갈전로동자구; 葛田勞動者區, Kaljŏn-rodongjagu) - Kvangmjongszong-rodongdzsagu (광명성로동자구; 光明星勞動者區, Kwangmyŏngsŏng-rodongjagu) - Inhung-rodongdzsagu (인흥로동자구; 仁興勞動者區, Inhŭng-rodongjagu)} - Kvangdok-ri (광덕리; 廣徳里, Kwangdŏk-ri) - Kurjong-ri (구룡리; 九龍里, Kuryong-ri) - Kumsza-ri (금사리; 金沙里, Kŭmsa-ri) - Kumphung-ri (금풍리; 金豊里, Kŭmp'ung-ri) - Kindzse-ri (긴재리; 긴재里, Kinjae-ri) - Teung-ri (대응리; 大鷹里, Taeŭng-ri) - Tokszan-ri (덕산리; 徳山里, Tŏksan-ri) - Tonghung-ri (동흥리; 東興里, Tonghŭng-ri) - Rjangthan-ri (량탄리; 兩灘里, Ryangt'an-ri) - Rjondong-ri (련동리; 蓮洞里, Ryŏndong-ri) - Rjongnam-ri (룡남리; 龍南里, Ryongnam-ri) - Rjongszan-ri (룡산리; 龍山里, Ryongsan-ri) - Rjongszang-ri (룡상리; 龍上里, Ryongsang-ri) - Rjongam-ri (룡암리; 龍巌里, Ryongam-ri) - Rjongvon-ri (룡원리; 龍源里, Ryongwŏn-ri) - Rjongcshon-ri (룡천리; 龍川里, Ryongch'ŏn-ri) - Munha-ri (문하리; 文下里, Munha-ri) - Pekszan-ri (백산리; 白山里, Paeksan-ri) | - Pompho-ri (범포리; 范浦里, Pŏmp'o-ri) - Pongszan-ri (봉산리; 鳳山里, Pongsan-ri) - Ponghung-ri (봉흥리; 鳳興里, Ponghŭng-ri) - Pidan-ri (비단리; 緋緞里, Pidan-ri) - Szahjon-ri (사현리; 社峴里, Sahyŏn-ri) - Szambong-ri (삼봉리; 三峯里, Sambong-ri) - Szangdzsung-ri (상중리; 上中里, Sangjung-ri) - Szedong-ri (새동리; 새洞里, Saedong-ri) - Szongdzse-ri (성재리; 成재里, Sŏngjae-ri) - Szolbat-ri (솔밭리; 솔밭里, Solbat-ri) - Szongdzse-ri (송재리; 松재里, Songjae-ri) - Szuvon-ri (수원리; 水源里, Suwŏn-ri) - Sindang-ri (신당리; 薪塘里, Sindang-ri) - Sinszong-ri (신성리; 新城里, Sinsŏng-ri) - Andong-ri (안동리; 安東里, Andong-ri) - Jongphung-ri (영풍리; 永豊里, Yŏngp'ung-ri) - Ondzsong-ri (온정리; 温井里, Onjŏng-ri) - Csaktong-ri (작동리; 芍東里, Chaktong-ri) - Csongdong-ri (정동리; 正洞里, Chŏngdong-ri) - Csungnam-ri (중남리; 中南里, Chungnam-ri) - Csungdong-ri (중동리; 中東里, Chungdong-ri) - Csiin-ri (지인리; 智仁里, Chiin-ri) - Csinszu-ri (진수리; 鎮岫里, Chinsu-ri) - Csinhung-ri (진흥리; 鎮興里, Chinhŭng-ri) - Cshongdong-ri (청동리; 清洞里, Ch'ŏngdong-ri) - Cshongbek-ri (청백리; 青白里, Ch'ŏngbaeg-ri) - Phjonghva-ri (평화리; 平和里, P'yŏnghwa-ri) - Phungnam-ri (풍남리; 豊南里, P'ungnam-ri) - Phunkszong-ri (풍성리; 豊城里, P'ungsŏng-ri) - Hedzsung-ri (해중리; 海中里, Haejung-ri) - Hodo-ri (호도리; 虎島里, Hodo-ri) - Hungphjong-ri (흥평리; 興坪里, Hŭngp'yŏng-ri) |

## Gazdaság
Kumja (Kŭmya) megye gazdasága szénbányászatra, gépiparra, azon belül alkatrészgyártásra épül.

## Oktatás
Kumja (Kŭmya) megye 3 főiskolának, 31 általános és 39 középiskolának, emellett kb. egy stadionnak és egy tornacsarnoknak, emellett egyéb oktatási és művelődési intézménynek ad otthont.

## Egészségügy
A megye számos egészségügyi intézménnyel rendelkezik, köztük 5 kórházzal.

## Közlekedés
A megye közutakon a szomszédos helységek felől közelíthető meg. A megye vasúti kapcsolattal rendelkezik, a Phjongna (P'yŏngra) és Phungnam (P'ungnam) vonalak része.